# Luis de Lemos
Luis de Lemos (n. Fronteira, c. 1530) fue un médico y filósofo portugués.

## Biografía
Nació en Fronteira (Alentejo) en torno al año 1530. Fue médico en Llerena, catedrático de Filosofía en la Universidad de Salamanca y también médico de cámara del rey de Portugal, país donde falleció. Comentarista de Hipócrates, hizo un estudio sobre la autoría de las obras del corpus hipocrático. Se opuso, asimismo, al ramismo, la doctrina antiaristotélica creada por Pierre de la Ramée. Comentó Anastasio Chinchilla de su obra que «[...] en ella se ven citados a cada paso los textos de Hipócrates, confirmados por de Lemos con observaciones hechas a la cabecera de los enfermos. Pero cuando quiso seguir y comentar las teorías del médico de Pérgamo, se pierde en abstracciones e hipótesis difíciles de entender».

## Obra
- De optima praedicendi ratione libri sex. Judicii operum magni Hippocratis, liber unus (Salamanca, 1584; ídem, 1588; Venecia, 1592)[1]
- Paradoxorum, seu de erratis dialecticorum libri duo (Salamanca, 1558)[1]
- Physicae ac medicae disputationes[1]
- In librum Aristotelis de interpretatione, etc. (Salamanca, 1558)[1]
- Commentaria in Galenum de facultatibus naturalibus (Salamanca, 1580; ídem, 1594)[1]
- In libros XII methodi medendi Galeni commentaria (Salamanca, 1581)[1]
- Commentaria in libros posteriorum analyticorum Aristotelis (manuscrito)[1]